# 西坪镇 (遵义市)
西坪镇，是中华人民共和国贵州省遵义市播州区下辖的一个乡镇级行政单位。

## 行政区划
西坪镇下辖以下地区：
西坪居社区、民主村、厂上村、茶元村、大同村、凤凰村、南坝村、白沙村、桂山村和竹山村。